# Kyla Pratt

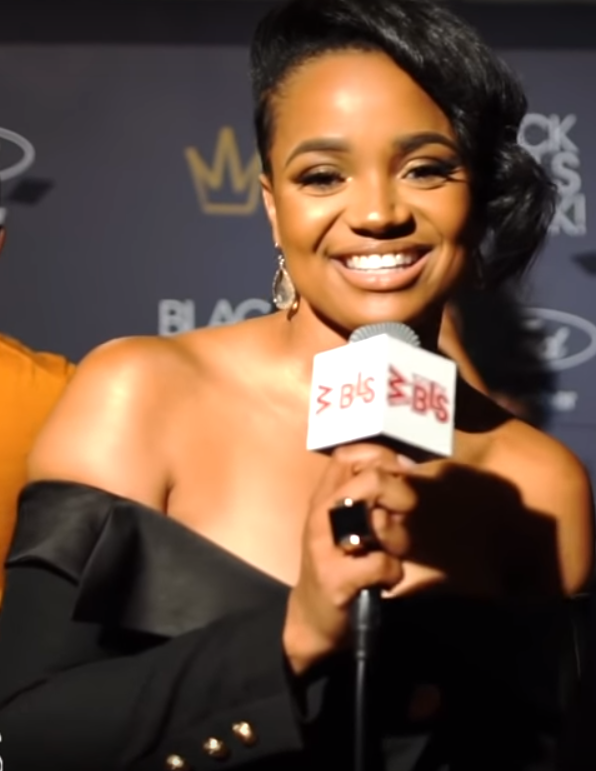
Kyla Pratt

Kyla Alissa Pratt (* 16. September 1986 in Los Angeles, Kalifornien) ist eine US-amerikanische Schauspielerin und Musikerin.

## Leben
Geboren in Los Angeles, ist Pratt das älteste Kind von fünf Kindern. Ihre Eltern sind Kecia Pratt-McCullar, eine Lehrerin und John McCullar, ein halb-professioneller Basketballspieler.
Pratt hat zwei Töchter mit Danny Kirkpatrick, einem Songwriter, Hip-Hop-Musiker und Tätowierkünstler. Lyric Kai Kirkpatrick wurde am 17. November 2010 geboren, Liyah Kirkpatrick am 5. August 2013.

## Karriere
Mit acht Jahren begann sie zu schauspielern und bekam Rollen in verschiedenen Werbungen für ein Computerspiel und für Nike. Pratt feierte ihr Fernsehdebüt 1995 mit der Rolle der Breanna Barnes in der Serie Barney, später dann in einer Folge von Walker, Texas Ranger. Im folgenden Jahr hatte sie eine Gastrolle in der Friends, gefolgt von Rollen in Smart Guy, Sister, Sister, Alle unter einem Dach, Lizzie McGuire, Moesha, The Parent 'Hood und The Parkers.
2001 gewann sie die Rolle der Breanna Barnes in der UPN-Serie One on One (2001–2006). Sie sprach Penny Proud, eine Figur aus Die Prouds. Pratt spielte auch in Filmen wie Love & Basketball, und Fat Albert (2004) mit. Sie verkörperte Maya Dolittle in Dr. Dolittle und Dr. Dolittle 2. Diese Rolle spielte sie auch in den Direct-to-Video-Veröffentlichungen von Dr. Dolittle 3 (2006), Dr. Dolittle 4 (2008) und Dr. Dolittle 5 (2009). 2009 übernahm sie eine Nebenrolle in Das Hundehotel.

## Gesangskarriere
Als Mitglied des Disney Channel Circle of Stars sang sie eine Coverversion des Songs Circle of Life, die auf der Disneymania 2-CD erschien. Sie sang auch It's All About Me für den Die-Prouds-Soundtrack.

## Filmografie (Auswahl)
- 1995: Angriff der Schnullerbrigade (The Baby-Sitters Club)
- 1996: Emergency Room – Die Notaufnahme (Fernsehserie, Folge 2x21)
- 1997: Mad City
- 1998: Barneys großes Abenteuer – Der Film (Barney's Great Adventure)
- 1998: Dr. Dolittle
- 1999–2000: Moesha (Fernsehserie, zwei Folgen, verschiedene Rollen)
- 2000: Love & Basketball
- 2000: Allein unter Nachbarn (The Hughleys, Fernsehserie, Folge 2x22 Film Noir)
- 2001: Dr. Dolittle 2
- 2001–2006: One on One (Fernsehserie, 118 Folgen)
- 2001–2005: Die Prouds (The Proud Family, Fernsehserie, 52 Folgen, Stimme von Penny Proud)
- 2003: Maniac Magee (Fernsehfilm)
- 2004: The Seat Filler
- 2004: Fat Albert
- 2005: Die Prouds – Der Inselabenteuerfilm (The Proud Family Movie, Fernsehfilm, Stimme von Penny Proud)
- 2005: The Picnic (Fernsehfilm)
- 2005: The Beach (Fernsehfilm)
- 2006: Veronica Mars (Fernsehserie, Folge 1x04 Der Zorn der Betrüger)
- 2006: Dr. Dolittle 3
- 2007: Hell on Earth (Fernsehfilm)
- 2008: Dr. Dolittle 4
- 2009: Das Hundehotel (Hotel for Dogs)
- 2009: Dr. Dolittle 5
- 2012–2014: Let’s Stay Together (Fernsehserie, 32 Folgen)
- 2012: The Mentalist (Fernsehserie, Folge 5x09 Kirschrot)
- 2015: The Soul Man
- 2016: Recovery Road (Fernsehserie, 10 Folgen)
- 2016: The Secret She Kept (Fernsehfilm)
- 2018: Rel (Fernsehserie, Folge 1x08 Blizzard)
- 2018: The Christmas Pact (Fernsehfilm)
- 2019: Back to the Goode Life
- 2019: No Time Like Christmas (Fernsehfilm)
- 2020: Die magische Weihnachtshochzeit (Let's Meet Again on Christmas Eve, Fernsehfilm)
- 2020: Insecure (Fernsehserie, Folge 4x06 Lowkey Done)
- 2021–2023: Call Me Kat (Fernsehserie)
- 2021: Die Addams Family 2 (The Addams Family 2, Stimme)
- 2022: Die stolze Familie: Lauter und stolzer (The Proud Family: Louder and Prouder, Fernsehserie, Stimme von Penny Proud)
- 2022: Tales (Fernsehserie, Folge 3x10 Survival of the Fittest)
- 2023: Fantasy Island (Fernsehserie, Folge 2x11 Peaches & the Jilted Bride)
- 2024: Not Another Church Movie